# Hydriomena infuscata
Hydriomena infuscata là một loài bướm đêm trong họ Geometridae.